# Chichy (Lubusz)
Pour les articles homonymes, voir Chichy.
Chichy (prononciation : [ˈxixɨ] ; en allemand : Kunzendorf) est un village de la gmina de Małomice dans le powiat de Żagań de la voïvodie de Lubusz, dans l'ouest de la Pologne.

## Géographie
Le village se situe dans la région historique de Basse-Silésie, à environ 5 kilomètres au nord de Małomice (siège de la gmina), à 11 kilomètres à l'est de Żagań (siège du powiat) et à 38 kilomètres au sud de Zielona Góra (siège de la diétine régionale).

## Histoire

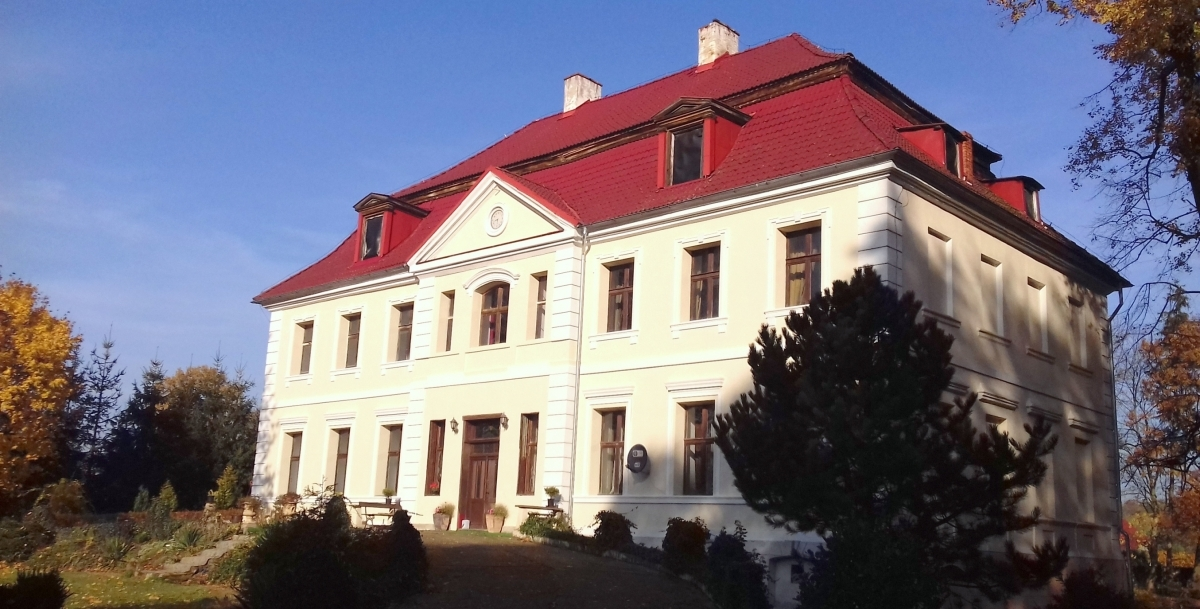
Château.

Pendant des siècles, Chichy était un village frontalier appartenant au duché de Sagan, vis-à-vis de la localité de Janowiec (de) (Johnsdorf) faisant partie du duché de Głogów à l'est. Le domaine de Kunzendorf a été acquis par la noble famille Knobelsdorff en 1701. Incorporé dans la Silésie prussienne, il passe de l'arrondissement de Sagan à l'arrondissement de Sprottau en 1820.
Après la Seconde Guerre mondiale, avec les conséquences de la conférence de Potsdam et la mise en œuvre de la ligne Oder-Neisse, le village est intégré à la république de Pologne. La population d'origine allemande est expulsée et remplacée par des Polonais.
De 1975 à 1998, le village appartenait administrativement à la voïvodie de Zielona Góra. Depuis 1999, il appartient administrativement à la voïvodie de Lubusz.